# Rue de la Huchette

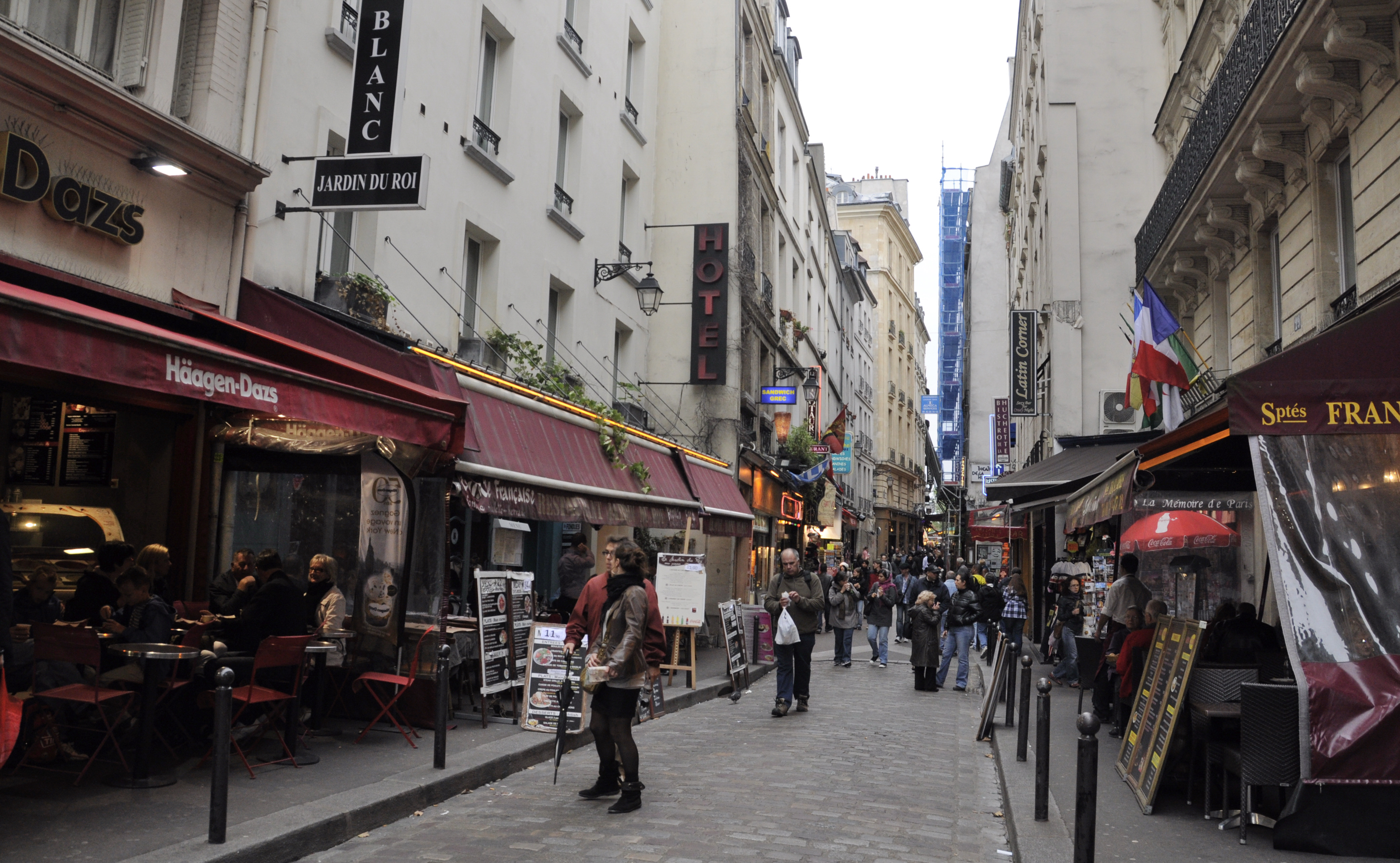
Rue de la Huchette.

La rue de la Huchette es una calle peatonal, en el V Distrito de París, entre el Bulevar Saint-Michel y la rue du Petit-Pont, muy cerca de la Catedral de Notre-Dame. Es conocida porque en ella se encuentran el Teatro de la Huchette y también el Caveau de la Huchette, un club de jazz en el que actuaron músicos famosos como Lionel Hampton, Count Basie, Art Blakey, Claude Bolling, Wild Bill Davis, Boris Vian, Sidney Bechet o Sacha Distel. 
En la actualidad es muy frecuentada por turistas y hay numerosos restaurantes.